# Zhou Qiang
Zhou Qiang (chiń. 周强; pinyin Zhōu Qiáng; ur. 1960 w Huangmei w prow. Hubei) – chiński polityk, przewodniczący Najwyższego Sądu Ludowego od 2013 roku.
Należy do grupy etnicznej Han, od 1978 roku jest członkiem KPCh. Ukończył nauki polityczne i prawo na Uniwersytecie Południowowschodnim. W 1995 roku wybrany do Komitetu Centralnego Ligi Młodzieży Komunistycznej, w latach 1998-2006 był jej pierwszym sekretarzem. W latach 2005–2006 był p.o. gubernatora, a następnie od 2007 do 2010 roku gubernatorem prowincji Hunan. W latach 2010–2013 sprawował funkcję przewodniczącego Stałego Komitetu tamtejszego Prowincjonalnego Zgromadzenia Przedstawicieli Ludowych.
W latach 1998–2013 był deputowanym do Ogólnochińskiego Zgromadzenia Przedstawicieli Ludowych. Od 2002 roku jest członkiem Komitetu Centralnego KPCh. 15 marca 2013 roku został wybrany przez OZPL przewodniczącym Najwyższego Sądu Ludowego.